# کامی‌سوناگاوا، هوکایدو
کامی‌سوناگاوا، هوکایدو (به لاتین: Kamisunagawa, Hokkaido) یک منطقهٔ مسکونی در ژاپن است که در Sorachi Subprefecture واقع شده‌است. کامی‌سوناگاوا  ۴٬۲۸۲ نفر جمعیت دارد.